# 曙出版
曙出版（あけぼのしゅっぱん）は、かつて東京都に存在した日本の出版社。1948年（昭和23年）創業。

## 概要
曙出版は土屋弘が創業し、1948年（昭和23年）から出版を始めたとされる。会社名は東京都文京区曙町（現在の本駒込）で創業したのが由来。その後、練馬区へ移転。最終的には新宿区矢来町のメディアックス内に在所した。
創業当初は子供向けの世界名作文学や美談・歴史系の漫画や絵物語を出版。その後、時代劇・母恋い少女もの・戦記ものなど、その時々の流行に応じて多数の単行本を出版していた。その後、赤本・貸本で業績を上げ、1960年代よりコミックや児童書を中心に出版活動を行う。この過程で『おそ松くん』『天才バカボン』で知られる赤塚不二夫を輩出し、日本漫画史に名を残す。1960年（昭和35年）には曙出版の実用書・人文図書部門を独立させた形で土屋書店が開業する。
2004年（平成16年）8月、編集プロダクション岩尾悟志事務所を経営する岩尾悟志が経営に参画し、2006年3月にメディアックスと業務提携。2012年（平成24年）までレディースコミック雑誌と成年向け雑誌を発行していた。
なお、曙出版分離後の土屋書店は2006年（平成18年）に滋慶学園の傘下に入り、2011年（平成23年）に株式会社滋慶の一部事業を継承して「株式会社滋慶出版」へ社名変更。2018年（平成30年）に出版部門（商業出版事業）が分社して「つちや書店」が再興した。

## 過去の雑誌
- 天狗少年[7]
- エンタメ裏DVD8時間[8]
- 月刊美少女裏DVD4時間[9]
- 実話@BOOING[10]
- DVD DOKAN[11]
- スーパーコミック[12]
- 裏DVDハッピー中出し&生姦8時間[13]
- DVD本当にあった愛の冒険Special[14]
- 結婚ミステリー[15]
- 涙がこぼれる15のいい話[16]

## アケボノコミックス
現在、すべて絶版及び入手困難。当時の曙出版は赤本・貸本の中堅版元で、新しくコミック部門を置き、その名称こそアケボノコミックスであった。なおアケボノコミックス第1号出版作品は『おそ松くん全集』第4巻である。1968年から1977年に掛け発行。その間発行されたアケボノコミックスは確認されているものだけで実に300冊以上に上る。曙出版は当時、自社の漫画雑誌を持っていないので、アケボノコミックスのラインナップの大多数は他社雑誌の連載作品と貸本系作家の書き下ろし作品という構成になっている。
初出の雑誌は少年誌や少女誌、週刊誌や新聞に至るまで実にさまざまで、特定の出版社や雑誌に偏るというよりは、明らかに「作家単位でキープする」形のレーベルと言えるだろう。
メインは曙出版がデビューの赤塚不二夫や曙出版と縁のある長谷邦夫をはじめ、フジオプロの作家群とよこたとくお、板井れんたろうなど、曙出版で赤本を執筆していた作家の過去作品を引っ張ってきてラインナップの作品数を増やした。全体の特徴としてはやはりフジオプロのギャグ作品、よこたとくおらのコメディー作品がかなり多くの割合を占めている（他には好美のぼる、徳南晴一郎、白川まり奈のホラー作品）。
コミックスの裏表紙には、「フジオプロ」や「ファミリー企画」といった、著者の所属するプロダクションのロゴが大きく印刷されて主張している。このラインナップを見ると、まるで曙出版がフジオプロの出版部門にも思えるが、もちろん曙出版は赤塚不二夫のデビュー前から存在する老舗出版社であり、そのような関係ではない。
1977年（昭和52年）以降は、新規のアケボノコミックスは発行されなくなったが、重版は1980年代前半まで続いたとみられる。2000年頃に在庫僅少であったアケボノコミックスは完売した。よって現在の曙出版には1冊も在庫が残っていない。および2005年にはコミック事業から完全撤退した。

### 赤塚不二夫
赤塚不二夫はつげ義春の仲介で曙出版と契約を交わし、1956年（昭和31年）に描き下ろしの単行本『嵐をこえて』でデビューしている。赤塚作品のブーム到来と共に赤塚とフジオプロ作家の作品のほぼすべてをアケボノコミックスとして刊行した。また曙出版は代表作である『おそ松くん』『天才バカボン』の単行本を初めて完全な形で刊行した赤塚にとっても重要な出版社である。
- 嵐をこえて （1956年※貸本） - デビュー作。2006年に小学館クリエイティブによって復刊
- 嵐の波止場（1956年※貸本） - 2006年に小学館クリエイティブによって復刊
- 湖上の閃光 （1956年※貸本）
- 心の花園 （1957年※貸本）
- 消えた少女 （1957年※貸本）
- おそ松くん全集（1968年、全31巻 別巻2巻） - 以降、赤塚不二夫 フジオプロ名義
- しびれのスカタン（1968年、全3巻） - 原作 赤塚不二夫 絵 長谷邦夫
- もーれつア太郎（1969年、全12巻）
- 天才バカボン（1971年、全31巻、別巻3巻）
- 赤塚不二夫全集
  1. ナマちゃん1（1968年）
  2. ナマちゃん2（1968年）
  3. おハナちゃん（1968年）
  4. おた助くん1（1969年）
  5. おた助くん2（1969年）
  6. おた助くん3（1969年）
  7. おた助くん4（1969年）
  8. まかせて長太（1969年）
  9. そんごくん1（1969年）
  10. そんごくん2（1969年）
  11. おた助くん5（1969年）
  12. おた助くん6（1969年）
  13. 九平とねえちゃん（1969年）
  14. キビママちゃん（1969年）
  15. いじわる一家　（1970年）
  16. ジャジャ子ちゃん（1970年）
  17. まかせて長太2（1970年）
  18. へんな子ちゃん（1970年）
  19. ミータンとおはよう（1970年）
  20. モジャモジャおじちゃん（1970年）
  21. 男の中に女がひとり　女の中に男がひとり（1970年）
  22. 新版世界名作まんが全集　ハッピィちゃん（1970年）
  23. まつげちゃん1（1970年）
  24. まつげちゃん2（1970年）
  25. スリラー教授　いじわる教授（1971年）
  26. われら8プロ（1971年）
  27. おれはゲバ鉄！1（1971年）
  28. おれはゲバ鉄！2（1971年）
  29. 死神デースⅠ（1971年）
  30. 死神デースII（1972年）
- ぶっかれ＊ダン（1972年、全3巻）
- レッツラゴン全12巻（1973年）
- 狂犬トロッキー（1973年） - 斎藤あきらとの共著
- 大バカ探偵はくち小五郎（1974年、全3巻）
- ひみつのアッコちゃん（1974年、全5巻）
- 鬼警部（1974年）滝沢解との共著
- 少年フライデー（1975年、全2巻）
- オッチャン（1975年、全5巻）
- 幕末珍犬組（1976年）
- ギャグの王様（1976年、上下巻）
- ニャンニャンニャンダ（1976年、全2巻）
- 風のカラッペ（1976年、全4巻）
- ぼくはケムゴロ（1976年）
- ギャグゲリラ（1977年、全4巻）

曙文庫
- 天才バカボンのおやじ（1976年、全3巻）
- Oh！サルばか（1976年）
- モジャモジャおじちゃん（1976年）
- ミスターイヤミ（1976年）
- くそババア!!（1976年） - 原作：滝沢解
- 名人（1976年）
- ジャジャ子ちゃん（1976年）
- ヒッピーちゃん（1976年）
- いじわる一家（1976年）
- まかせて長太    第１巻（1976年）
- ひみつのアッコちゃん    第１巻   (1998年)

### 古谷三敏
- ダメおやじ（1971年、全21巻）
- ピンキーちゃん（1971年）
- プリンセスプリンちゃん（1971年）
- 墓場の血太郎（1972年）
- ドテかぼちゃん（1974年、全6巻）
- マンダム親子（1975年、全6巻）
- どくだみ先生（1975年、全6巻）

曙文庫
- ナンセンス文庫（1976年）

### 長谷邦夫
- 『しびれのスカタン』 - 原作：赤塚不二夫（1968）
- 『フジオプロ作品集 バカ式』（1970）
- 『フジオプロ作品集 ニャゴロー』（1971）
- 『フジオプロ作品集 アホ式』（1972）
- 『フジオプロ作品集 マヌケ式』（1975）
- 『フジオプロ作品集 絶対面白全部』（1975）

### とりいかずよし
- 豆おやじ（1972年）
- うんこらショーふんばらナクッチャ!!　ピッチャン編（1972年）
- うんこらショーふんばらナクッチャ!!　シトシト編（1972年）

### 日大健児＋神保史郎
- ドッキリ仮面（1973年、全15巻）